# Trofeo Matteotti 1946
Il Trofeo Matteotti 1946, seconda edizione della corsa, si svolse il 1º maggio 1946 su un percorso di 296 km. La vittoria fu appannaggio dell'italiano Gino Bartali, che completò il percorso in 9h04'00", precedendo in volata ristretta i connazionali Adolfo Leoni e Aldo Ronconi.

## Percorso
Percorso ad anello per scalatori di lunghezza inizialmente stimata in 284,6 km, poi ricalcolata in 296 km. La partenza fu a Portanuova, la corsa passò poi a Chieti, nuovamente Pescara, Spoltore, Cappelle (km 52), Penne (km 73), Loreto Aprutino (km 86), Cermignano (km 132), Teramo, Campli, Piani di Garrufo a Sant'Omero, Giulianova, Atri (ultima asperità, al km 250). Il traguardo era presso il velodromo del Campo Rampigna a Pescara.

## Ordine d'arrivo (Top 10)
| Pos. | Corridore          | Squadra     | Tempo    |
| ---- | ------------------ | ----------- | -------- |
| 1    | Gino Bartali       | Legnano     | 9h04'00" |
| 2    | Adolfo Leoni       | Bianchi     | s.t.     |
| 3    | Aldo Ronconi       | Benotto     | s.t.     |
| 4    | Quirino Toccacelli | Olmo        | a 11'00" |
| 5    | Giovanni Ballarino | Individuale | s.t.     |
| 6    | Ubaldo Pugnaloni   | Individuale | s.t.     |
| 7    | Primo Volpi        | Individuale | s.t.     |
| 8    | Tino Ausenda       | Individuale | s.t.     |
| 9    | Romualdo Falcone   | Individuale | s.t.     |
| 10   | Edoardo Taddei     | Individuale | a 21'00" |